# Српска православна црква у Куману
Црква у Куману саграђена је у периоду од 1822. до 1832. године. То је једнобродна грађевина са звоником на западној фасади, који се подиже из прочеља фасаде. На западној страни је плитки ризалит изнад кога је сегментни фронтон. На бочним фасадама су дубоке касетиране нише раздвојене пиластрима и надвишене покровним фризом на коме су триглифи и метопе. У решењу основе и обради декорације објекат носи одлике класицизма.
Иконостас и зидне слике су рад Николе Алексића из 1854. године. Олтарска преграда представља лепу целину својим конструктивним решењем, а нарочито колористичким. У архитектури иконостаса је наглашен класицизам, резбарени декоративни мотиви су биљне стилизације. На белу основу и беле канелиране стубове аплицирани су златни орнаменти и капители. Из истог времена су Богородичин и Архијерејски трон, певничке оплате и певнички столови. Сликарски рад је у свим елементима врло сличан Меленцима, Елемиру и осталим местима у којима је Алексић сликао цркве и иконостасе.
Радови на обнови цркви изведени су током 2016. (замену дотрајалог кровног покривача новим бибер црепом) и 2017. године (конзерваторско – рестаураторске радове на западној фасади и торњу – звоника).

## Галерија
- Зидно сликарство на своду наоса
- Хор
- Ентеријер цркве
- Сцена Благовести на иконостасу